# Michael Eberhard Prehn (der Jüngere)
Michael Eberhard Prehn, eigentlich: Michael Prehn, genannt der Jüngere (* 10. Dezember 1747 in Rostock; † 22. März 1818 ebenda) war ein deutscher Verwaltungsjurist, Senator und Bürgermeister von Rostock.

## Leben
Michael Eberhard Prehn entstammte der alten Rostocker Ratsfamilie Preen. Sein Vater war der gleichnamige Rostocker Kaufmann und Ratsherr Michael Eberhard Prehn (1717–1787), seinerseits Sohn des Seidenhändlers und Rostocker Ratsherren Wilhelm Prehn (1686–1751). Seine Mutter war Sophia Theresia, geb. Lange, älteste Tochter des Ratsverwandten und Kaufmanns Johann Jakob Lange.
Nach der Erziehung durch Privatlehrer wurde Prehn im April 1763 an der Universität Rostock immatrikuliert, wo u. a. Eschenbach und Balecke seine Lehrer waren. Ab Ostern 1766 studierte er gemeinsam mit seinem ein Jahr älteren Bruder Johann Jacob Prehn Rechtswissenschaften an der Universität Göttingen, wo beide 1768 zum Dr. iur. promoviert wurden.
Danach wurde Prehn zunächst Advokat in Rostock. Ab 1781 war er in der Herzoglichen Justizkanzlei zu Rostock als immatrikulierter Kanzlei-Advokat und Prokurator tätig, ab 1800 bereits als Präses. Daneben war er ab 1786 Senator sowie Stadtsyndikus. 1805 wurde er zum Bürgermeister gewählt. Dieses Amt hatte er bis zu seinem Tod inne. Mit der Wahl zum Bürgermeister erhielt er zugleich das der Stadt beim mecklenburgischen Hof- und Landgericht zustehende Quartal-Assessorat. Nachfolger im Amt des Syndikus und auch des Bürgermeisters wurde Johann Taddel.

## Schriften
- De filia agnati ante virginem usufructuariam defuncti iuris usufructus secundum reversales experte. Juristische Inaugural-Dissertation, Rosenbusch, Göttingen 1768 (Digitalisat BSB München)